# Fredenhagen (Unternehmen)
Die Fredenhagen GmbH & Co. KG war ein deutsches Unternehmen der Metallbauindustrie mit Sitz in Offenbach am Main. Der Betrieb lieferte seine Produkte weltweit aus.

## Geschichte

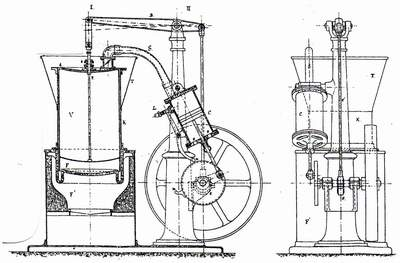
Skizze der von Fredenhagen 1877 gebauten Heißluftmaschine

Wilhelm Fredenhagen übernahm 1872 die 1829 gegründete Eisengießerei von seinem Schwiegervater Alfred Richard Seebaß und führte sie unter der Firma Fredenhagen weiter. Das Unternehmen baute in Lizenz des belgischen Unternehmers Dirk Willem van Rennes zwischen 1877 und 1880 unter anderem Heißluftmotoren.
1904 wurde die Produktion vom alten Standort an der Waldstraße in das neu erbaute Werk an der Sprendlinger Landstraße im Offenbacher Stadtteil Lauterborn verlegt. Dort arbeiteten zunächst 200 Menschen, das Werk wurde schrittweise weiter ausgebaut. 1922 verkaufte Victor Fredenhagen das Unternehmen an Joseph Kupczyk. in den folgenden Jahren verlagerte sich der Schwerpunkt auf die Herstellung von Förderanlagen, Hebezeugen und Aufzügen.
Fredenhagen war einer der ersten Betriebe, die Fördermittel wie Fließbänder herstellten.
Die Werksanlagen wurden im Zweiten Weltkrieg schwer beschädigt. Nach dem Wiederaufbau spezialisierte sich Fredenhagen auf die Herstellung von Transportanlagen.
Zuletzt stellte das Unternehmen unter anderem Elektrohängebahnen, automatische Übergabeeinrichtungen und Schüttgutförderer her und hatte Standorte in Belgien, China, Deutschland, Großbritannien, Mexiko, Schweden, Spanien und den USA. Als Zulieferer für die Automobilindustrie zählten zu seinen Kunden unter anderem Audi, BMW, Brilliance Automotive, Citroën, DAF, Daimler, FAW-VW, Fiat, Ford, Freightliner, General Motors, Hummer, Jeep und Karmann.
2007 erhielt Fredenhagen den VW Group Award Entrepreneurial Performance Preis.
2008 wurde das Unternehmen von Stotz Fördersysteme übernommen, das dem Berliner Finanzinvestor KV Kapital GmbH gehörte, und hatte 150 Mitarbeiter. Als Tochtergesellschaft wurde die Fredenhagen Industries mit Sitz in Lilienthal bei Bremen gegründet, die Förderanlagen für Windkraftindustrie fertigen sollte, womit das Unternehmen seine Abhängigkeit von der Automobilindustrie verringern wollte.

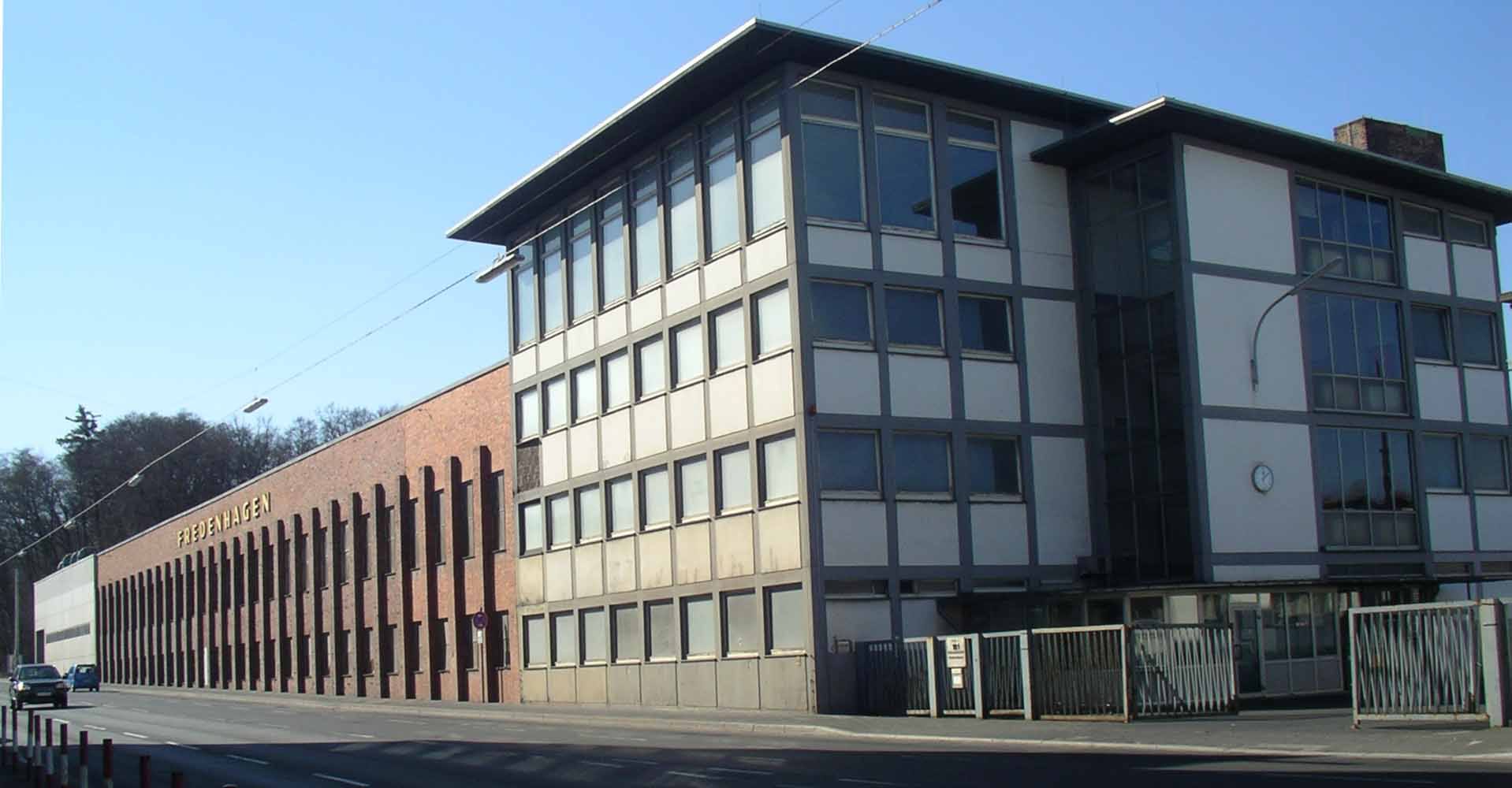
Ehemaliges Werksgelände an der Sprendlinger Landstraße in Offenbach

Im Juli 2009 musste das Unternehmen Insolvenz anmelden. Stotz meldete im Oktober 2010 ebenfalls Insolvenz an.
Die ehemalige Werkshalle des Unternehmens in Offenbach wird seit 2015 unter dem Namen Eventlocation Fredenhagen für Veranstaltungen genutzt.
Das ehemalige Fabrikgelände ist Teil des Projekts Route der Industriekultur Rhein-Main.